# Васильчиков, Сергей Александрович
Сергей Александрович Васильчиков (1926—2016) — российский писатель, самодеятельный художник.

## Биография
Родился 21 сентября 1926 года в Томске в семье военнослужащего. Окончил школу в Куйбышеве.
В 1943-1945 годах служил в РККА, участник войны (электрик в зенитных войсках).
Окончил филфак Куйбышевского пединститута (1950). Работал в Калужской области и Калуге учителем, журналистом. В 1954—1962 на партийной работе.
С 1960-х гг. профессиональный писатель.
Книги:
- Становление: Роман. — Калуга: Кн. изд-во, 1962.
- Приди, мое завтра: Роман. — Калуга: Кн. изд-во, 1963.
- Испытание на прочность: Роман. — Калуга: Кн. изд-во, 1966.
- Последнее пополнение: Повесть. — Тула: Приок. кн. изд-во, 1967.
- Формула счастья: Роман. — Тула: Приок. кн. изд-во, 1970.
- С памятью наедине: Роман. — Тула: Приок. кн. изд-во, 1975.
- Излучина: повести. Современник, 1976 — Всего страниц: 284
- Первое лето: Повесть. — Тула: Приок. кн. изд-во, 1977.
- Провинциальный роман. — Тула: Приок. кн. изд-во, 1980.
- Нить Ариадны: Роман. — Тула: Приок. кн. изд-во, 1984.
- Ключ от прежней квартиры: Повести и рассказы. — Тула: Приок. кн. изд-во. 1991.
- Тайны города Ясень: Повесть. — Калуга: Золотая аллея, 1991.
- Кольцо Агасфера: Повести. — Калуга: Золотая аллея, 1992.
- Час любви: Роман и повести. — Калуга: Золотая аллея, 1996.
- Провидец: Роман. — Калуга: Золотая аллея, 1998.
- Бездонный колодец: Автобиографический роман.- Калуга: Полиграф-Информ, 2000.
- А. С. Пушкин в Полотняном заводе.- Калуга: Золотая аллея, 2008.-228с.

Лауреат премии Леонида Леонова.
Занимался живописью преимущественно в технике акварели. Работы демонстрировались на ряде персональных выставок в Москве (ЦДЛ им. А.А. Фадеева), Брянске, Калуге.
В настоящее время коллекция картин доступна на сайте Артхив (https://artchive.ru/Sergey_VSergey_Vasilchikov/collections)
Награждён орденом Отечественной войны II степени, медалями.
Умер в ночь на 9 мая 2016 года.